# Die Rose von Turaida

Die Rose von Turaida als Markenmotiv

Die Rose von Turaida ist eine lettische Sage aus dem Gebiet der Stadt Sigulda und der dort befindlichen Burg Turaida. Es handelt sich um eine historische Überlieferung (lettisch: Turaidas roze auch Turaidas Jumprava) und ist zugleich eine tragische Liebesgeschichte aus dem 17. Jahrhundert. Die daraus entstandene Legende diente als Vorlage für das 1927 vom lettischen Schriftsteller Jānis Rainis veröffentlichte Drama  „Die Liebe ist stärker als der Tod“, diese ist im ganzen Land bekannt.

## Inhalt der Sage
Während des Polnisch-Schwedischen Krieges fand im Jahre 1601 eine blutige Schlacht in der Nähe der kurländischen Festung Turaida statt, die auch viele Opfer in der Zivilbevölkerung forderte. Zu den wenigen Überlebenden gehörte Maija, die man später wegen ihrer weitgerühmten Schönheit und Tugend nur „die Rose von Turaida“ nannte. Ihr Herz gehörte Victor Heils, dem gleichaltrigen Sohn eines Burggärtners. Beide planten bereits die Hochzeit nach alter Sitte und Brauch. Im August 1620, im 20. Jahr dieses unheilvollen Krieges, trafen in der Stadt zwei fremde polnische Offiziere ein, zufällig kreuzten sie den Weg der schönen Maija. Sogleich von heftiger Begierde und Leidenschaft entflammt, umwarben beide die tugendhafte Jungfrau, jedoch erfolglos. Mit einem gefälschten Brief, einer angeblichen Botschaft von Viktor, lockten sie Maija in die Gutmannshöhle (lettisch Gūtmaņa ala). Dort lauerten bereits die beiden Männer, die Jungfrau erkannte sofort deren wahre Absichten und zugleich die Hoffnungslosigkeit ihrer Lage. Um ihre Ehre zu retten, gab sie vor, im Besitz eines zauberkräftigen Halstuches zu sein. Zum Beweis möge doch gleich einer der beiden Männer mit seinem Schwert auf sie einschlagen, es würde ihr dabei kein Leid geschehen. Mit dieser teuflischen List vermochte sie ihre Jungfräulichkeit und Ehre zu retten. Mit Entsetzen und blutüberströmt erkannten die beiden Männer Maijas List und verließen fluchtartig die Gegend. Wegen des gefälschten Briefes, der noch in Maijas Kleidern steckte, wurde deren Schuld nicht erkannt und Viktor der Prozess gemacht. Erst am Tage der Hinrichtung sprach einer der beiden Offiziere beim Richter vor und berichtet den Anwesenden die wahre Geschichte, auch sei sein Kumpan nach der Tat dem Wahnsinn verfallen und hätte sich in einem Waldstück erhängt. Viktor war nun ein freier, doch gebrochener Mann, er beerdigte seine geliebte Maija, pflanzte jene Linde am Grab und verließ mit einem Beutel voller Erde vom Grab seiner Braut die Heimat. Niemand soll je wieder von ihm gehört haben.

## Orte der Verehrung und Erinnerung

### Gutmannshöhle

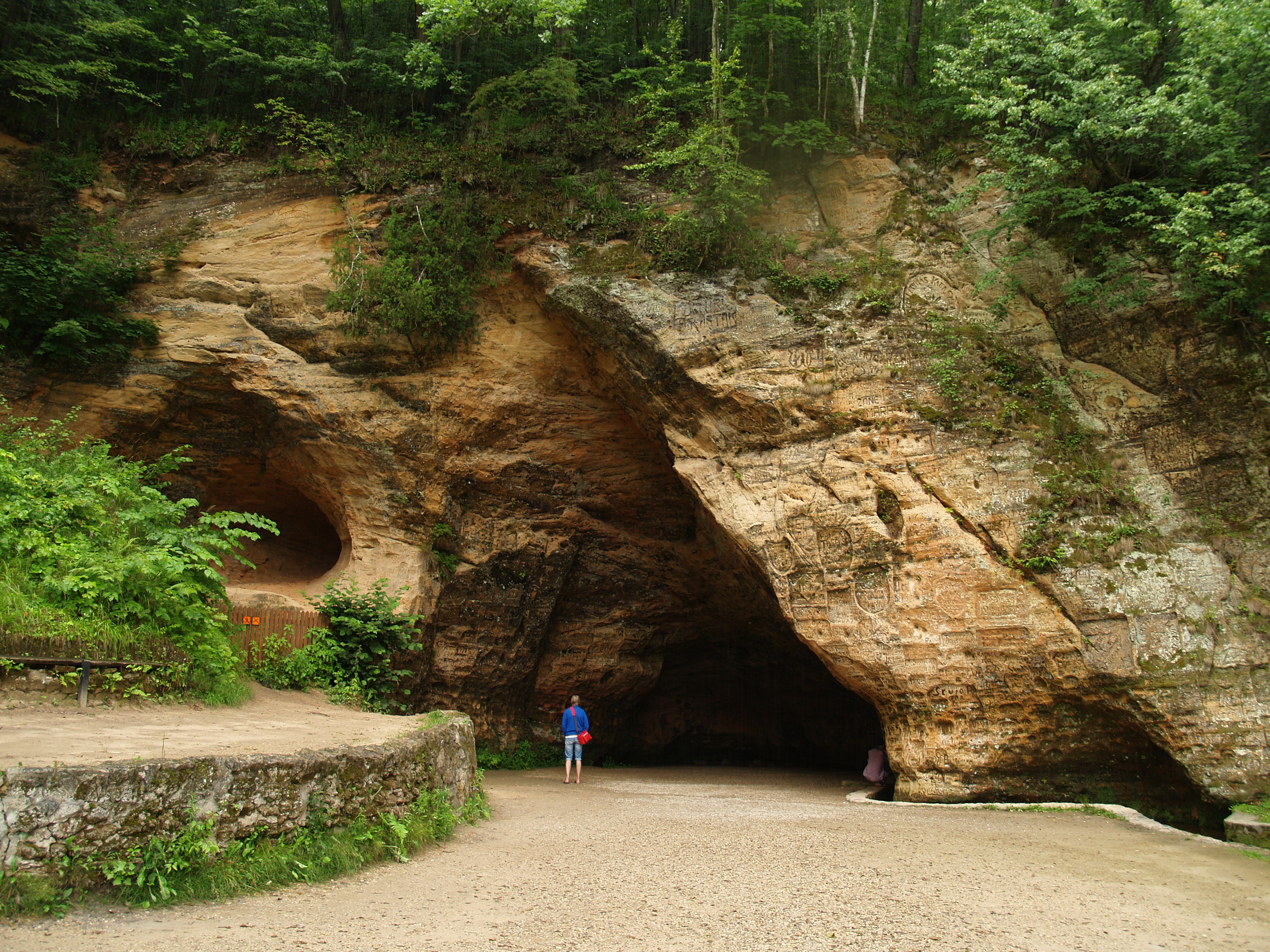
Gutmannshöhle

Der Schauplatz der grausigen Tat ist die Gutmannshöhle (lettisch Gutmana ala), nahe der Burg am felsigen Ufer der Gauja, hier befindet sich eine kleine Erläuterungstafel und nimmt Bezug auf die Sage. Seit dem 19. Jahrhundert bedecken Inschriften und Initialen der zahllosen Besucher die Felswände im Inneren der Höhle, sie haben für die Liebenden wohl eine gleiche Bedeutung wie die in Baumrinde eingeritzten Herzen. Unweit befindet sich eine zweite, kleinere Höhle die der Volksmund als Viktors Höhle bezeichnet.

### Das Grab der Rose von Turaida

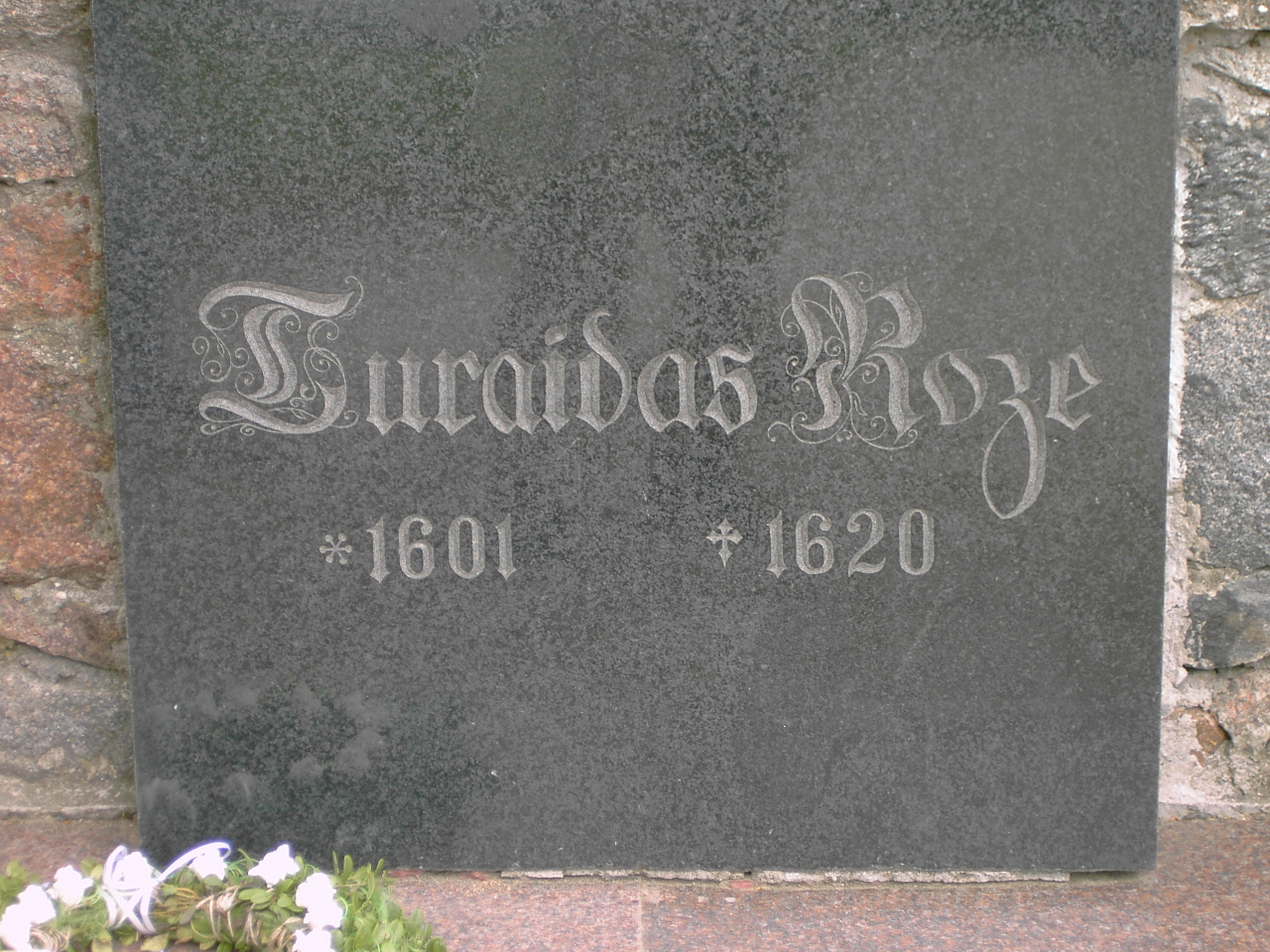
Grabstein der Maija

Eine Ahornallee führt im Süden der Stadt Sigulda  auf den Kirchberg (lettisch: Baznīckalns). Dort befindet sich die um 1750 erneuerten Holzkirche von Turaida (übersetzt Gottesgarten) und der dazugehörige, jetzt aufgelassene Friedhof der Stadt. Unter einem uralten Lindenbaum zeigt man das noch vorhandene, und von der Bevölkerung gepflegte Grab der Rose von Turaida.

### Gauja-Brücke
Viele lettische Brautpaare üben den Brauch aus, nach der Trauung in die Stadt Sigulda zu reisen, um ihren Brautstrauß von einer Brücke in den Fluss Gauja zu werfen, als Treueschwur und in Erinnerung an das Schicksal der Rose von Turaida und ihres Bräutigams Viktor.

## Rezeption
Die erste schriftliche Wiedergabe der Sage findet sich in der Form einer Ballade von Adelbert Cammerer (1786–1848) aus der Mitte des 19. Jahrhunderts, als man auch in Lettland, Estland und Litauen nach dem Vorbild der Brüder Grimm den Wert der Volkssagen erkannte und die zuvor oft nur mündlich überlieferten Texte niederschrieb.
Hiermit steht auch ein Zufallsfund im livländischen Gerichtsarchiv im Zusammenhang, für den sich Cammerer in seiner Widmung beim livländischen Gerichtsassessor, Hofrath Magnus von Wolffeldt artig bedankt. Damit besäße diese Sage eine historische Vorlage. Die im Zeitgeschmack der Romantik nacherzählte Sage fand in verschiedenen Varianten Eingang in die lettische Literatur, sie wird häufig in Sagensammlungen und Schulbüchern verwendet.
Nach der Vorlage von Rainis entstand auch eine Ballett-Fassung – diese trägt den Titel Rose von Turaida.

## Sonstiges
In einer Edition der lettischen Post erschien 1997 eine Marke zum Sagenmotiv Rose von Turaida.